# Albert de Dietrich (1802-1888)
Pour les articles homonymes, voir Dietrich.
Le baron Albert de Dietrich, né le 12 février 1802 et mort le 8 janvier 1888 à Jaegerthal, est un industriel alsacien.

## Biographie
Petit-fils de Philippe-Frédéric de Dietrich et neveu de Sigismond-Frédéric de Berckheim, il est le frère de Jean-Sigismond de Dietrich.
Maître de forges Albert de Dietrich est le doyen des gérants des usines de Niederbronn-les-Bains, Jaegerthal, Mouterhouse et Reichshoffen.
Albert de Dietrich sera également maire de Niederbronn-les-Bains, conseiller général du Bas-Rhin ainsi que membre du Consistoire supérieur de l'Église de la Confession d'Augsbourg.
Marié successivement à ses cousines Octavie puis Adélaïde von Stein zu Nordheim, il est le père d'Albert de Dietrich (1831-) et d'Eugène-Dominique de Dietrich, ainsi que le grand-père de Suzanne de Dietrich.